# Ceramaster arcticus
Ceramaster arcticus är en sjöstjärneart som först beskrevs av Addison Emery Verrill 1909.  Ceramaster arcticus ingår i släktet Ceramaster och familjen ledsjöstjärnor. Inga underarter finns listade i Catalogue of Life.